# Steve Fossett
James Stephen Fossett (født 22. april 1944 i Jackson, Tennessee – forsvandt sporløst 3. september 2007, erklæret lovmæssigt død 15. februar 2008) var en amerikansk millionær og eventyrer bedst kendt for sine mange ballonrejser. Blandt andet var han den første til alene og nonstop at flyve Jorden rundt med ballon.
Han var også indehaver af 15 verdensrekorder i sejlads og var den i verden, som har sejlet jorden rundt på kortest tid. Derudover har han svømmet over Den engelske kanal og Bosporus, kørt Le Mans i 24 timer m.m. Dette betyder faktisk, at Fossett har verdensrekorden i antal verdensrekorder (som er 62 i skrivende stund).
Den 29. september 2008 fandt en vandrer forskellige af Fossetts ejendele omtrent 30 km syd for det område, som var blevet gennemsøgt, og 3. oktober fandt man flyveraketten et stykke fra stedet i Sierra Nevada. Flyet med sikkerhed Fossetts, men hans lig var sandsynligvis blevet fjernet af vilde dyr. Enkelte benrester fra stedet blev sendt til DNA-analyse.